# 花見川 (千葉市)
花見川（はなみがわ）は、千葉県千葉市花見川区の地名。丁番を持たない単独町名である。郵便番号は262-0046。

## 概要
千葉市の北部に位置しており、千葉市の柏井町、花島町、天戸町、作新台、柏井と隣接する。
地域の大部分が団地（花見川団地）として整備されている。

## 世帯数と人口
2023年（令和5年）5月末現在の世帯数と人口は以下の通りである。
| 町丁・地番 | 世帯数    | 人口     |
| ---------- | --------- | -------- |
| 花見川     | 5世帯     | 7人      |
| 花見川1    | 894世帯   | 1,563人  |
| 花見川2    | 1,323世帯 | 2,234人  |
| 花見川3    | 571世帯   | 985人    |
| 花見川4    | 787世帯   | 1,390人  |
| 花見川5    | 92世帯    | 155人    |
| 花見川6    | 631世帯   | 1,106人  |
| 花見川7    | 825世帯   | 1,319人  |
| 花見川8    | 614世帯   | 1,122人  |
| 花見川9    | 1,051世帯 | 1,408人  |
| 合計       | 6,793世帯 | 11,289人 |

## 小・中学校の学区
市立小・中学校に通う場合、学区は以下の通りとなる。
| 町名   | 番地         | 小学校               | 中学校               |
| ------ | ------------ | -------------------- | -------------------- |
| 花見川 | 1・2・8・9番 | 千葉市立花島小学校   | 千葉市立花見川中学校 |
| 花見川 | 3～7番       | 千葉市立花見川小学校 | 千葉市立花見川中学校 |

## 施設

### 公共交通機関
- バス

### 教育機関
- 千葉市立花見川小学校
- 千葉市立花島小学校
- 千葉市立花見川中学校

### 医療機関
- 医療法人社団晴山会 平山病院

### その他
- 花見川団地
- 花見川団地商店街